# 瑞秋·阿爾當娜
瑞秋·阿爾當娜（英語：Rachel Aldana，1988年3月26日—），英國女模特兒及美髮師，曾為PinupFiles網站工作。阿爾當娜憑藉天然的大尺寸胸圍聞名；2005年12月，《時人》雜誌報導阿爾當娜以32JJ的天然胸圍而成為金氏世界紀錄，使她一度成為英國胸部最大的女人。

## 生平
瑞秋·阿爾當娜1988年3月26日生於英格蘭北安普敦郡布萊克利。年僅18歲，便擁有32JJ罩杯的天然胸圍，《時人》雜誌2005年12月為此將持有英國最大的胸部的她列為金氏世界紀錄。她的巨乳源自遺傳，母親有36E罩杯的胸圍，且在35歲時縮小至C罩杯。但每一顆乳球重達2.4公斤，阿爾當娜患有長期背痛問題，加上每天都會遭受他人的嘲笑。她表示：「這份紀錄是很棒，但我根本不成比例。168公分的我有這麼大的乳房，看起來像芭比娃娃，這讓我一生都感到悲傷。」並補充：「男人們停下來盯著我看，有點令人生畏，這讓我對男人產生了懷疑。女人則更糟，她們說我是想引人注目，而以淫穢的眼光看待。」
阿爾當娜的紀錄隨後不久被打破。三名女子在看到《時人》的報導後聯繫了《每日镜报》，指出她們的胸圍更勝於阿爾當娜，分別是年僅16歲的克蘿伊·羅傑斯（Chloe Rogers，34KK罩杯）以及19歲的娜塔莎·韋斯頓-梅耶斯（Natasha Weston-Mayes）、莉安娜·達恩利（Leanne Darnley，皆34JJ罩杯）。但三人同樣地擁有和阿爾當娜相同的困擾：遭受旁人異樣的眼光與身體負擔。
2007年，阿爾當娜在英國的「最大天然奶」（Largest Natural Boobs）比賽中勝出。隔年其寶座被唐娜·瓊斯（Donna Jones）篡奪。但阿爾當娜的32JJ胸圍隨著年紀仍不斷增長。2008年5月，登上普洛西本電視臺頻道播出的德國電視節目，並在節目中測量胸部來買內衣，節目的播出增添了她的知名度。2012年受訪中表示，因害怕而不敢從事縮胸手術，也因此在購買合適的胸罩上花了不少錢。但此時的她已欣然接受自己的胸圍。
阿爾當娜曾為PinupFiles網站等媒體擔任魅力模特兒。此外，也是名美髮師，但出於背痛，美髮師工作每週最多只能從事三天。2016年，與蓋瑞·沃克（Garry Walker）結婚，育有一男一女。

## 外部連結
- 官方网站
- 瑞秋·阿爾當娜在互联网电影资料库（IMDb）上的資料（英文）
- 瑞秋·阿爾當娜的Instagram帳戶
- 瑞秋·阿爾當娜的X（前Twitter）